# Чека

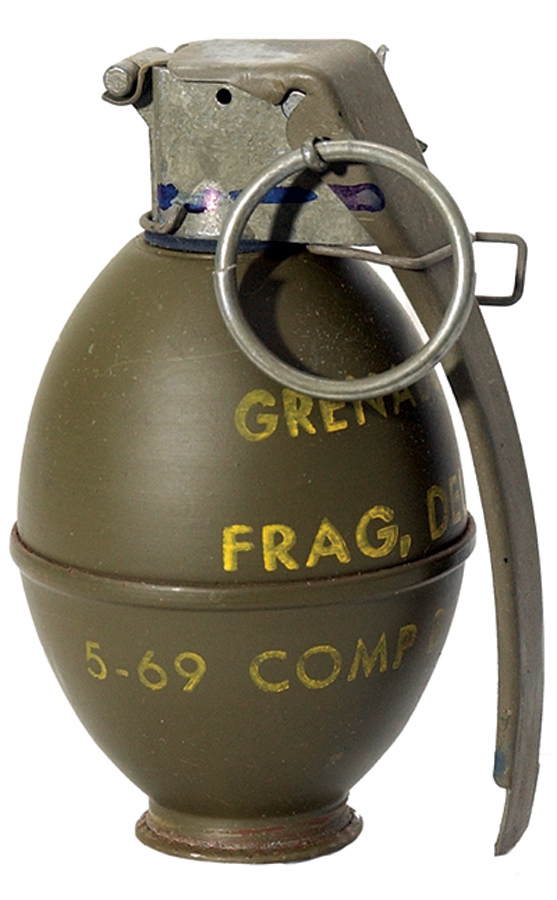
Американська протипіхотна осколкова ручна граната М-61. Загвіздок зверху на передньому плані.

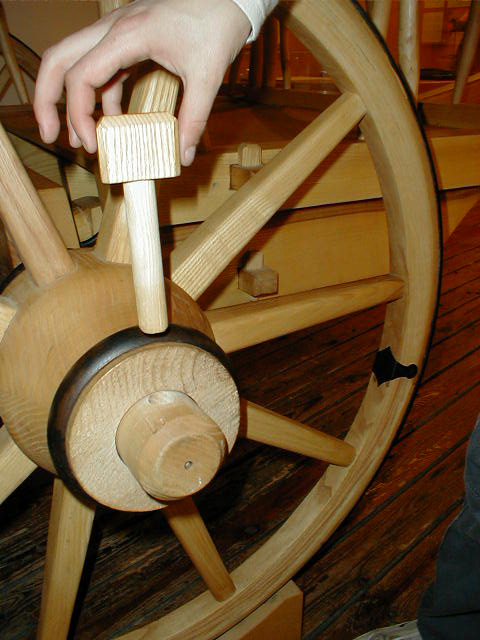
Загвіздок дерев'яного колеса воза

Чека́ (з рос. чека; англ. cotter, [catch, lock] pin; нім. Vorstecker), за́гвіздок, за́гвіздка — стрижень, який вставляють у спеціальний отвір на кінцях осей, болтів і т.і. для закріплення на них гайок, коліс (заколе́сник) тощо.
У зброярстві широко відома чека ручної гранати — деталь, що закріплює детонатор, запобігаючи несвоєчасному вибуху.